# Horînka, Kremeneț
Horînka (în ucraineană Горинка) este localitatea de reședință a comunei Horînka din raionul Kremeneț, regiunea Ternopil, Ucraina.

## Demografie
Componența lingvistică a localității Horînka
     Ucraineană (99,51%)
     Alte limbi (0,49%)
Conform recensământului din 2001, majoritatea populației localității Horînka era vorbitoare de ucraineană (99,51%), existând în minoritate și vorbitori de alte limbi.